# Mary Alexander
Mary Alexander, född 16 april 1693 i New York, död där 18 april 1760, var en amerikansk tryckare och tidningsutgivare. Hon drev sin förste make Provoosts handelsföretag från New York, formellt 1719–1721 och 1756–1760, men de facto från 1719 och framåt. Hon var en av det dåtida New Yorks mest framträdande gestalter, finansierade sin andre makes politiska karriär och utrustade engelska trupper och det sades att hennes företag köpte varor från i stort varje fartyg som lade till i New York under denna tid. 